# John Cipollina
John Cipollina, rodným jménem John Holland Mallet III (24. srpen 1943, Berkeley – 29. květen 1989, San Francisco), byl americký kytarista, zakládající člen skupiny Quicksilver Messenger Service.

## Život
Narodil se v kalifornském Berkeley, jeho matkou byla koncertní klavíristka. Jeho kmotrem byl další koncertní klavírista, Španěl José Iturbi. I on sám měl v dětství předpoklady stát se klasickým klavíristou (na klavír začal hrát již ve dvou letech), ale ve dvanácti letech se hře na klavír přestal věnovat a začal hrát na kytaru. Jeho mladším bratrem byl baskytarista Mario Cipollina, který později hrál v kapele Huey Lewis & The News. John Cipollina docházel na střední školu ve městě Mill Valley. První kapela, ve které hrál, byla roku 1959 skupina nazvaná The Penetrators. V roce 1965 založil rockovou skupinu Quicksilver Messenger Service, ve které působil do roku 1971. Kapela později pokračovala v činnosti bez něj a roku 1975 se Cipollina na nedlouhou dobu vrátil. Později hrál ve skupinách Terry and the Pirates, The Dinosaurs a Copperhead a spolupracoval s dalšími hudebníky a skupinami, mezi které patří například Nick Gravenites, Grateful Dead, Papa John Creach, Man, Merrell Fankhauser či Link Wray. Po většinu svého života trpěl nedostatkem alfa-1 antitrypsinu, což také roku 1989 způsobilo jeho smrt. Hudební časopis Rolling Stone jej roku 2003 zařadil na 32. příčku žebříčku sta nejlepších kytaristů všech dob.

## Diskografie
- Quicksilver Messenger Service (Quicksilver Messenger Service, 1968)
- Happy Trails (Quicksilver Messenger Service, 1969)
- Shady Grove (Quicksilver Messenger Service, 1969)
- Just for Love (Quicksilver Messenger Service, 1970)
- What About Me (Quicksilver Messenger Service, 1970)
- Papa John Creach (Papa John Creach, 1971)
- Rolling Thunder (Mickey Hart, 1972)
- Copperhead (Copperhead, 1973)
- Insane Asylum (Kathi McDonald, 1974)
- Solid Silver (Quicksilver Messenger Service, 1975)
- Maximum Darkness (Man, 1976)
- Too Close for Comfort (Terry and the Pirates, 1979)
- Raven (Raven, 1980)
- Doubtful Handshake (Terry and the Pirates, 1980)
- Blue Star (Nick Gravenites, 1980)
- Wind Dancer (Terry and the Pirates, 1981)
- Monkey Medicine (Nick Gravenites, 1982)
- Rising of the Moon (Terry and the Pirates, 1982)
- Amagamalin Street (Robert Hunter, 1984)
- Acoustic Rangers (Terry and the Pirates, 1987)
- Watchfire (Pete Sears, 1988)
- Dinosaurs (Dinosaurs, 1988)
- Here Goes Nothin' (Zero, 1989)
- Silverado Trail (Terry and the Pirates, 1990)
- Live at Rodon (Nick Gravenites, 1991)
- Dr. Fankhauser (Merrell Fankhauser, 1996)